# Деструктор рослинних решток (стерні)
Деструктор рослинних решток (рос. деструктор стерни)— це препарат, який сприяє пришвидшенню розкладання рослинних решток у ґрунті, пригніченню патогенної мікрофлори та оздоровленню ґрунту. В Україні та світі найпоширенішими є деструктори біологічного походження.
Біологічні деструктори також використовують для пришвидшення розкладання органічних відходів (гній, рослинні рештки) в тваринництві, для пришвидшення процесу компостування, для очищення водойм від забруднення елементами органічного походження, для покращення роботи септиків та вигрібних ям, для реабілітації довкілля після нафтових забруднень і супутніх техногенних факторів.

## Класифікація деструкторів стерні
Деструктори рослинних решток можна поділити на такі групи:
- грибного походження;
- бактеріального походження;
- інші (гумати, мікроелементи, поживні середовища, біологічно активні речовини й ін.).

Із деструкторів грибного походження зазвичай переважають препарати з умістом грибів роду Trichoderma. Серед них найбільшою целюлозолітичною активністю характеризуються гриби Tr. harzianum та Tr. reesei. Решта грибів роду Trichoderma характеризуються більш вираженою фунгіцидною властивістю, ніж целюлозолітичною. Найефективнішими є деструктори на основі грибів роду Trichodema, оскільки вони є безпосередніми руйнівниками целюлози. Гриби виділяють велику кількість природних антибіотиків, тому є активними гуміфікаторами. Також, Trichoderma — дієві антагоністи грибів та бактерій-збудників основних хвороб рослин.
До складу деструкторів бактеріального походження зазвичай входять азотфіксатори бактерій, фосфор- і калій мобілізатори бактеріЇ, бактерії роду Bacillus та ін. Деструктори бактеріального походження сприяють розмноженню всіх видів мікроорганізмів, які беруть участь в деструкції одночасно з грибами, що вже є у ґрунті. Тому в разі застосування деструкторів на основі бактеріальних мікроорганізмів їх ефективність часто залежить від наявності у ґрунті активних рас грибів.
Гумати використовуються як поживне середовище для розвитку мікроорганізмів у ґрунті. Самостійно як деструктори вони не працюють.

## Особливості застосування деструкторів стерні
Для ефективної роботи деструкторів насамперед потрібні волога, температура, рН ґрунту, співвідношення N:С = 1:25 (не більше), рівномірно подрібнені рослинні рештки.
Деструктори на основі грибів роду Trichoderma здатні працювати за температури ґрунту від +3...+5 °С. Деструктори на бактеріальній основі, як і деструктори на основі гуматів, за температури ґрунту +5...+7 °С. Температура повітря може бути нижчою, оскільки ґрунт на глибині загортання деструктора (10-25 см) охолоджується повільніше. Варто зазначити й те, що швидкість розкладання органіки зі зниженням температури ґрунту сповільнюється, але сам процес деструкції відбувається аж до замерзання ґрунту.
Гриби роду Trichoderma за несприятливих умов утворюють справжні спори й після перезимівлі за настання сприятливих умов відновлюють свою активність і продовжують процес деструкції. При цьому не наносять шкоди молодим рослинам.
Деякі з бактеріальних препаратів також мають спори та здатні перезимовувати. Для тих, що спори формувати не здатні, спостерігається значне зниження їх кількості або навіть повна їх загибель. Тому навесні відновлення активності таких препаратів відбувається значно повільніше в порівнянні з деструкторами на основі грибів.
Отже, осінню деструкцію рослинних решток, наприклад, кукурудзи слід проводити таким чином, щоб тривалість від застосування деструкторів до настання стійкої температури +5 °С становила 3-4 тижні.
Якщо в господарства не було змоги внести деструктор восени, його застосовують навесні в передпосівну підготовку ґрунту (за першої можливості увійти в поле). Зазвичай деструктор уносять під дискування або культивації (якщо її можна ефективно провести). Негативного впливу на схожість насіння, ріст і розвиток рослин не спостерігається.